# Épeugney
Épeugney település Franciaországban, Doubs megyében. Lakosainak száma 599 fő (2022. január 1.). Épeugney Pugey, Montrond-le-Château, Rurey, Scey-Maisières és Cademène községekkel határos.

## Népesség
A település népességének változása:
| Lakosok száma | 228  | 346  | 403  | 487  | 568  | 603  | 586  | 594  | 593  | 599  |
|               | 1968 | 1982 | 1990 | 2006 | 2013 | 2015 | 2017 | 2019 | 2020 | 2022 |